# But Without You
«But Without You» es una canción de la cantante italiana-india Janalynn Castelino. Fue lanzado como sencillo el 21 de marzo de 2025 para transmisión y descarga digital por Lorna Records Global.  Escrita por Castelino, esta canción con influencias pop y soul habla de su visión de que la reconciliación es mucho mejor que el distanciamiento.

## Antecedentes y lanzamiento
Grabada en inglés, esta canción fue la continuación del sencillo anterior en español de Castelino, "Drama".
Janalynn adelantó But Without You en la segunda semana de marzo de 2025 al publicar fotos en Instagram desde el set de la sesión artística del álbum. Ella compartió un fragmento de la canción en Instagram. Castelino lanzó el teaser oficial el 18 de marzo, que anunció la fecha de lanzamiento y confirmó el título.

## Composición
La canción fue escrita y guionada por Janalynn. La cantante confirmó que la letra se inspiró en la idea de que la reconciliación es mejor que el distanciamiento, observada a través de las circunstancias que han vivido sus amigos.

"Nunca me encontré en una situación de reconciliación en mi vida, pero vi a amigos y colegas atravesar estas circunstancias. La mayoría, si no todos, estuvimos en un momento But Without You en algún punto de la vida.[…] Restaurar una buena relación si aporta valor a tu vida, siempre y cuando no sea tóxica. Hay que ser introspectivo y darse cuenta de que no es difícil reconciliarse, pero es mucho más difícil separarse de la persona en cuestión".

## Recepción
La canción fue recibida con respuesta favorable por los críticos musicales. La canción a menudo ha sido descrita a menudo por los medios como "introspectiva" y "emocionalmente vulnerable" La composición de Janalynn fue descrita como emotiva influenciada por el soul, mientras que su estilo vocal fue apreciado por ser poderoso y profundamente expresivo.

## Video Musical
El vídeo con la letra oficial que acompaña a la canción se lanzó en YouTube el 13 de abril de 2025.

## Posicionamiento en listas
| Listas    | Mejor posición | Ref    |
| --------- | -------------- | ------ |
| Austria   | 51             | [ 10 ] |
| Lithuania | 19             |        |
| Latvia    | 21             |        |
| Norway    | 67             | [ 11 ] |

## Historial de lanzamiento
| País   | Fecha               | Formato                      | Ref    |
| ------ | ------------------- | ---------------------------- | ------ |
| Varios | 21 de marzo de 2025 | Descarga digital y Streaming | [ 12 ] |